# Amphiura dino
Amphiura dino is een slangster uit de familie Amphiuridae.
De wetenschappelijke naam van de soort werd in 1949 gepubliceerd door Austin Hobart Clark.